# جون بايروم (لاعب كرة قدم)
جون بايروم (بالإنجليزية: John Byrom)‏ هو لاعب كرة قدم بريطاني في مركز الهجوم، ولد في 24 أبريل 1944 في بلاكبرن في المملكة المتحدة. لعب مع بلاكبيرن روفرز وبولتون واندررز.